# Dorogi-medence

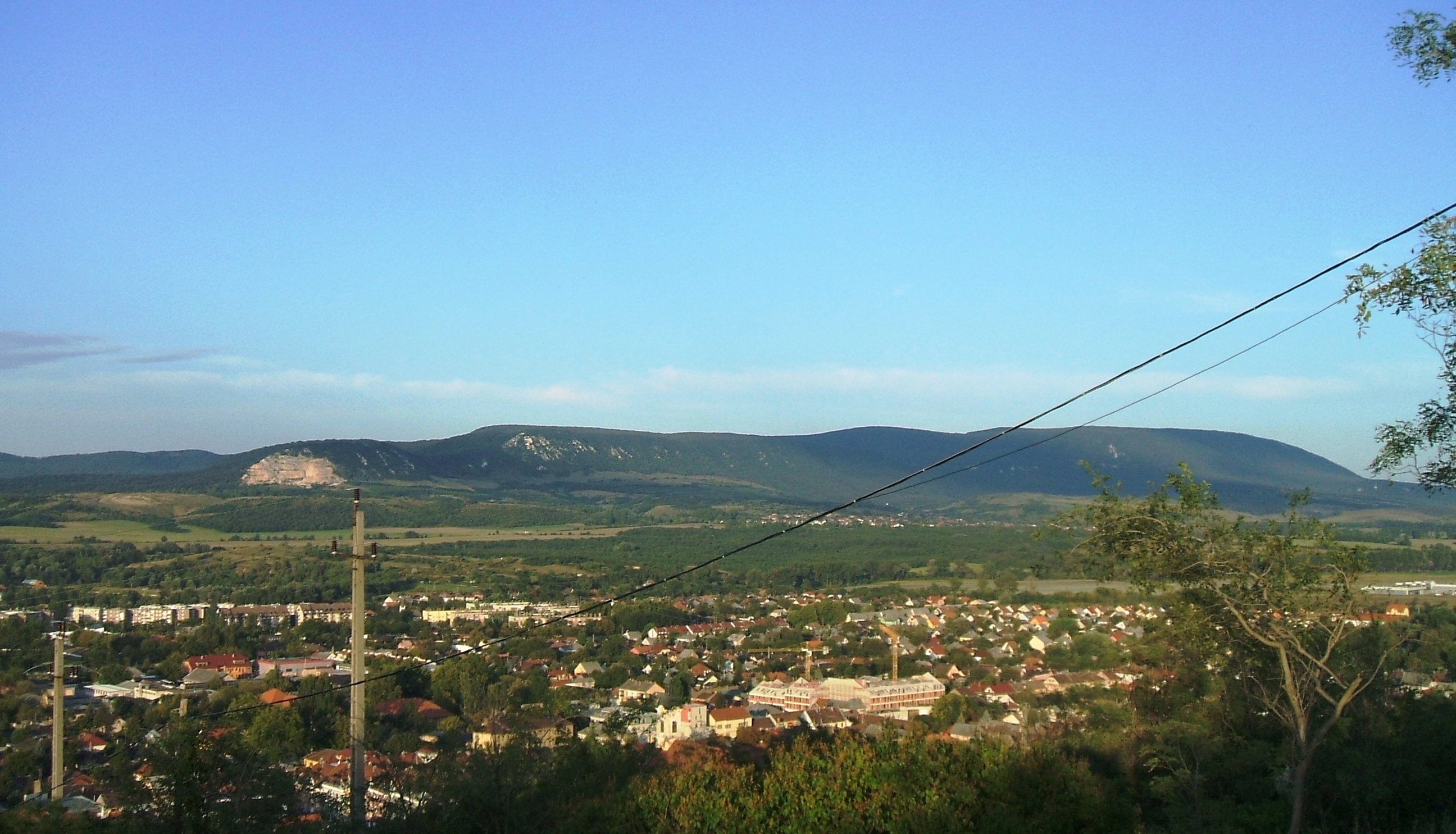
A Dorogi-medence, előtérben Dorog, a háttérben a Pilis vonulatai

A Dorogi-medence a Pilis, a Gerecse és a Budai-hegység által közrefogott, északnyugatról részben nyitott árkos medence. Átlagos tengerszint feletti magassága 110 és 250 m között alakul, fő vízfolyása a Kenyérmezői-patak, legjelentősebb állóvize a Palatinus-tó. A medencén halad keresztül a 10-es főút és a Budapest–Esztergom-vasútvonal.

## Fekvése
A kistáj Komárom-Esztergom vármegye keleti és Pest vármegye északnyugati részén helyezkedik el a Vörösvári-árkot is magában foglaló Pilisi-medencék részeként, amely szerkezetileg a Dunazug-hegyvidék középtájhoz és a Dunántúli-középhegység nagytájhoz tartozik. Délnyugatról a Gerecse keleti nyúlványai (a Gete hegy), északkeletről a Pilis vonulatai, délkeletről a Budai-hegység, a Vörösvári-árok irányában a Pilist és a Budai-hegységet, és egyben a két Pilisi-medencét is elválasztó Kopár-hágó határolja. A hágó alatt 780 m hosszú vasúti alagút található a Budapest–Esztergom-vasútvonal részeként. Területe 120 km², felszíni vizeit az Esztergomnál a Dunába torkolló Kenyérmezői-patak vezeti el. A Budai-hegység északnyugati részén eredő patak 19 km hosszan folyik végig a medencében, vízgyűjtő területe 136 km².

## Földtörténete
170 millió évvel ezelőtt, a triász időszakban még tenger borította a területet, a vízben élő szerves lények elhullva és a vízfenékre lerakódva több száz méter vastag mészréteget hoztak létre. Ebből keletkezett a dolomit, majd a dachsteini mészkő, ez utóbbi alkotja ma is a medence alaphegységét. A triász és a jura határán lezajlott hegységképződés csak kis mértékben, viszont a jura és a kréta időszak határára becsült hegységképződés jelentősen érintette a területet, összerepedezett, megtört az alaphegység, erős oldalnyomás törte össze a dolomitot és mészkövet, a megtöredezett táblák északra billentek, így alakultak ki a mai kelet-nyugati / délkelet-északnyugati irányú, a medencét határoló mészkőhegyek (pl.: Strázsa-hegy, Gete). A kréta-tenger visszahúzódása után felszínre került mészkövet a csapadék és a szél folyamatosan erodálta, a jura és a kréta időszak alatt felhalmozódott csekély mennyiségű üledéket teljesen lemosta, a csupaszon maradt mészkőbe behatolt a víz, így alakult ki a területre jellemző karsztvíz. Az eocén időszakra tehető a térség széntelepeinek kialakulása aminek alapanyagát a buja, trópusi növényzet adta, majd az eocén-tenger árasztotta el a területet, ebben az időszakban márga, agyag és homokkő rakódott le. Az eocén végén, a pireneusi hegységképződés idején a medence megemelkedett, szárazfölddé vált, így újabb erózió ment végbe. Az oligocén időszak alatt új rétegek, különböző agyagok és konglomerátumok rakódtak le, amikre vékony oligocén széntelep rakódott le, ezt a szénréteget az oligocén-tenger idején lerakódott agyagréteg, homokkő és márga fedte be. Az oligocén végén a térség végleg szárazfölddé vált, majd a negyedkor idején tomboló szélviharok simították el, fedték be lösztakaróval a medencét, amely így elnyerte mai formáját.

## Éghajlata
A kistáj éghajlata mérsékelten hűvös és mérsékelten nedves, az éves napfénytartam 1950 óra, az évi középhőmérséklet 9-9,8°C, Budapestnél egy árnyalatnyival csapadékosabb és hűvösebb, viszont hasonlóan napos. Az uralkodó szélirány északnyugati, azonban a medence északnyugat-délkeleti futásából adódóan a délkeleti szelek gyakorisága sem elenyésző.

## Népessége
A medence 8 településének területe 107,71 km², a népessége 37 311 fő, népsűrűsége 346,4 fő/km² (2010), ami több mint háromszorosa az országos átlagnak, ez főként a sűrű beépítésű, urbanizált Dorognak köszönhető, amely a medence egyetlen városa. 1900-ban a kistáj népessége 8225 fő volt, ebből 3590 fő (43,6%) szlovák, 3516 fő (42,7%) német és 1030 fő (12,6%) magyar volt. A legtöbb magyar (477 fő) és német (1369 fő) Dorogon, a legtöbb szlovák (1743 fő) Kesztölcön élt. A huszadik század folyamán az ország magyar vidékeiről való tömeges áttelepülés - az ezt előidéző iparosodás és szuburbanizáció -, a kitelepítések és lakosságcserék következtében látványos volt a magyarság térnyerése; 2001-re a térség népessége 29 639 főre növekedett, ebből 27 861 fő (94%) vallotta magát magyarnak, 2290 fő (7,7%) szlováknak, 1230 fő (4,1%) németnek. A legtöbb magyar (12 019 fő) és német (524 fő) Dorogon, a legtöbb szlovák (1270 fő) Piliscséven élt.

## Települései
- Dorog (12 156 fő)
- Esztergom-Kertváros (6256 fő, 2011-ben)
- Kesztölc (2659 fő)
- Leányvár (1715 fő)
- Piliscsaba (8074 fő)
- Piliscsév (2371 fő)
- Pilisjászfalu (1490 fő)
- Tokodaltáró (3081 fő)

## Lásd még
- Dorog népessége
- Dorog szénbányászata